# Hungry Hobos
Hungry Hobos är en amerikansk animerad kortfilm från 1928 med Kalle Kanin i huvudrollen.

## Handling
Kalle Kanin och Svarte Petter är luffare och sitter på ett tåg och spelar dam. Plötsligt börjar det hända konstiga saker. De får bland annat sällskap av olika djur och en arg sheriff.

## Om filmen

### Produktion
Filmen var från början tänkt att ha titeln Tramp Story, men ändrades till slut till Hungry Hobos.

### Eftermäle
Filmen, som hade varit förlorad sedan andra världskriget, återfanns i ett privat filmarkiv i Storbritannien november 2011. Filmen visades i restaurerad form på Telluride Film Festival september 2012.
Filmen visades på en stumfilmsfestival sommaren 2013 med levande orkester, som förfilm till Buster Keatons långfilm Krut, kulor och kärlek från 1923.
Filmen gavs ut på Blu-ray som bonusmaterial till 2016 års nyutgåva av Snövit och de sju dvärgarna.